# The New Deal Show
The New Deal Show es un corto de animación estadounidense de 1937, de la serie de Betty Boop. Fue producido por los estudios Fleischer y distribuido por Paramount Pictures.

## Argumento
En el teatro se anuncia una función con el nombre de Betty Boop's Pet Show (en español: Espectáculo de mascotas de Betty Boop). En ella, Betty canta y presenta diversos adminículos para facilitar la vida de los animales domésticos (perros, gatos, peces, serpientes, gallinas, cerdos, etc.). Incluso se puede ver algún invento que ya apareció en el corto de 1933 Betty Boop's Crazy Inventions.

## Producción
The New Deal Show es la sexagésima novena entrega de la serie de Betty Boop y fue estrenada el 22 de octubre de 1937.